# باشگاه فوتبال لیک کانتی اسکول الد بویز
باشگاه فوتبال لیک کانتی اسکول الد بویز (به انگلیسی: Leek County School Old Boys Football Club) یک باشگاه فوتبال در شهر لیک، استافوردشایر، کشور انگلستان است که در سال ۱۹۴۵ میلادی تأسیس شده‌است.